# Gołkowice Górne
Gołkowice Górne is een dorp in de Poolse woiwodschap Klein-Polen. De plaats maakt deel uit van de gemeente Stary Sącz en telt 810 inwoners.